# Dacrydium gibbsiae
Dacrydium gibbsiae là một loài thực vật hạt trần trong họ Thông tre. Loài này được Stapf miêu tả khoa học đầu tiên năm 1914.